# De Heren van Zichem
Koninklijke Harmonie Sint-Cecilia "De Heren van Zichem", is een harmonieorkest uit Zichem in de provincie Vlaams-Brabant, dat opgericht werd in 1902.

## Geschiedenis
In het voorjaar van 1902 werd te Zichem een muziekmaatschappij opgericht onder de naam "Vermaak na Arbeid". In 1906 kreeg die vereniging een nieuwe benaming, "Harmonie Sint-Cecilia", die later, naar aanleiding van het BRT-feuilleton "Wij, Heren van Zichem", uitgebreid werd met "De Heren van Zichem".
Muzikaal ging het de harmonie, in 1937 "Koninklijke Harmonie" geworden, voor de wind. Tweejaarlijks werd, telkens met succes, in 1ste afdeling deelgenomen aan de provinciale wedstrijd voor muziekkorpsen van het Muziekverbond van België.
Het enorme succes van het feuilleton "Wij, Heren van Zichem" in 1969, ging aan de harmonie niet onopgemerkt voorbij. Zoals eerder gezegd, zorgde deze reeks niet alleen voor een naamswijziging. Er werden ook een drumband en een klaroenensectie opgericht en alle muzikanten werden in "pittelair" en "chapeau buse" gestoken. Tientallen optredens in binnen- en buitenland werd door iedereen zeer gesmaakt. "De mennekes van plezier" werd een hit.
Op 25 september 1972 werd de vereniging omgedoopt tot VZW "Koninklijke Harmonie Sint-Cecilia De Heren van Zichem".
Een massaconcert (150 uitvoerders) met vier muziekverenigingen en nog eens vijf orkesten die door Zichem marcheerden, gaven het 75-jarig bestaan de nodige luister in 1982.
In 2006 viert de vereniging haar 100-jarig bestaan (1906-2006).